# Шурдумов, Олег Кучукович
Олег Кучукович Шурдумов (род. 12 мая 1947) — советский инженер, функционер ВЛКСМ и КПСС, впоследствии российский предприниматель и политик, член Совета Федерации (2004—2009).

## Биография
В 1966 г. окончил Невинномысский химико-механический техникум. В 1973 году окончил Краснодарский политехнический институт, в 1982 — Ростовскую межобластную высшую партийную школу. Работал инженером на Черкесском химическом комбинате, заведующим отделом Карачаево-Черкесского обкома ВЛКСМ, инструктором горкома, затем — обкома КПСС, заместителем заведующего отделом обкома КПСС.
С 1994 по 1999 год — министр экономики Карачаево-Черкесской Республики, затем — генеральный директор ООО «Фермерское хозяйство „Фирма Сатурн“».
Постановлением Совета Федерации № 164-СФ от 9 июня 2004 года подтверждены полномочия Шурдумова как представителя в Совете Федерации правительства Карачаево-Черкесской Республики с 4 июня 2004 года.
31 июля 2006 года вошёл в составленный Временной комиссией Совета Федерации по анализу ситуации на Северном Кавказе список из 17 сенаторов, к которым могли обращаться пожелавшие сдаться участники незаконных вооружённых формирований.
Постановлением Совета Федерации № 197-СФ от 17 июня 2009 года прекращены полномочия Шурдумова как члена Совета Федерации и он освобождён от должности первого заместителя председателя Комитета Совета Федерации по аграрно-продовольственной политике и рыбохозяйственному комплексу.

## Семья
Женат, супруга Ирина Салиевна по профессии адвокат. 3 детей: Бэла, Инара, Заур. Внучка Мария.